# Douwe Bob
Douwe Bob Posthuma (Ámsterdam Países Bajos; 12 de diciembre de 1992) es un cantautor, músico y compositor neerlandés. Es conocido por ganar en 2012 el concurso de talentos De beste singer-songwriter van Nederland ("La mejor voz de los Países Bajos") y ser el representante de Países Bajos en el Festival de la Canción de Eurovisión 2016.

## Biografía
Nacido en la capital neerlandesa de Ámsterdam, el día 12 de diciembre de 1992. Su padre es Simón Posthuma (Seemon), quien es conocido por haber pertenecido al grupo de diseñadores "The Fool", que revolucionaron por todo el país la moda de los años 60. Su pasión por el mundo de la música le llegó a la edad de seis años, que fue cuando empezó a tocar el piano, concentrándose inicialmente en la música clásica y el jazz. Seguidamente a sus catorce años empezó también a tocar la guitarra, a cantar y a componer, inspirado en la música folk, country y pop de la década de 1950 a mediados de 1970. 
Tras el paso de varios años, en 2012 ganó la primera temporada del recién estrenado concurso de talentos "La mejor voz de los Países Bajos", emitido por la Omroepvereniging VARA y presentado por Giel Beelen. En este programa pudo cantar las canciones que el mismo había compuesto: Standing here helpless, Icarus y en la gran final, Multicoloured Angels, cantada en compañía de los músicos de la banda de Tim Knol. La canción, tras sonar en televisión, logró situarse en el puesto número 17 durante cuatro semanas en la lista semanal de los mejores sencillos, Dutch Top 40. Tras darse a conocer, ese mismo verano fue llamado para actuar en los prestigiosos festivales Sziget-Festival de Budapest y el Songbird Festival de Róterdam. 
El día 3 de mayo de 2013 publicó su primer álbum debut, titulado "Born In a Storm" (en español: "Nacido en una tormenta") lanzado por el sello Rodeo Media B.V., cuya gran mayoría de canciones fueron escritas durante su estancia vacacional en Marruecos, junto al músico Matthijs van Duijvenbode. Este álbum logró una gran acogida por parte del público, alcanzando el puesto número 7 durante 23 semanas en las listas de MegaCharts. Durante este tiempo estuvo de gira por todo el país presentado su disco y también fue uno de los participantes en el Festival de Pinkpop y repitiendo en los de Budapest y Róterdam. A finales de año apareció en el documental "Whatever Forever", en el que habló junto a Linda Hakeboom y Rolf Hartogensis, de su padre Simón Posthuma, llegando incluso al International Documentary Film Festival Amsterdam (IDFA). 
En 2014, junto al rapero Gers Pardoel y la banda Kensington fueron los embajadores del festival anual del Día de la Liberación de Holanda, llegando ese día a actuar por todas las ciudades del país: Leeuwarden, Groninga, Assen, Zwolle, Almere, Ámsterdam, Haarlem, La Haya, Utrecht, Róterdam, Flesinga, Bolduque, Roermond y Wageningen, la cual fueron trasladados en helicóptero para que pudieran actuar en todas las ciudades el mismo día. 
Ese mismo año cambió de discográfica tras firmar un contrato con el sello Universal Music Group (UMG), con el que el día 15 de mayo de 2015 lanzó su segundo álbum titulado "Pass It On" ("Pásalo"), en el que incluye el sencillo "Hold Me" en colaboración con la cantante Anouk Teeuwe y que estuvo en el puesto número 2 en las listas. Este nuevo álbum consiguió un gran éxito de ventas, llegando a colocarse en el puesto número 1 durante un total de veinte semanas. 
El día 22 de septiembre de 2015, fue elegido, por decisión interna de la Nederlandse Publieke Omroep, como representante de Países Bajos en el Festival de la Canción de Eurovisión 2016 que tuvo lugar en Estocolmo, Suecia.
En marzo de 2016, en una entrevista con OUTTV, Bob declaró que es bisexual.
Fue nominado en la Categoría al Mejor Artista Holandés de los MTV Europe Music Awards 2016 (MTV EMAs), que se celebró el día 6 de noviembre en el Ahoy Rotterdam.
Recientemente ha sido anunciado como el nuevo Portavoz para dar la puntuaciones de Países Bajos en el Festival de la Canción de Eurovisión 2017.

## Discografía

### Álbumes
| Título          | Detalles                                                                                                | Posiciones |
| Título          | Detalles                                                                                                | PB         |
| --------------- | --- | ---------- |
| Born In a Storm | - Lanzamiento: 3 de mayo de 2013 - Discográfica: Rodeo Media B.V. - Formato: CD, Descarga digital       | 7          |
| Pass It On      | - Lanzamiento: 15 de mayo de 2015 - Discográfica: Universal Music Group - Formato: CD, Descarga digital | 1          |
| Fool Bar        | - Lanzamiento: 6 de mayo de 2016 - Discográfica: Universal Music Group - Formato: CD, Descarga digital  | -          |

### Sencillos
| Año   | Título                       | Posiciones | Álbum           |
| Año   | Título                       | PB         | Álbum           |
| ----- | ---------------------------- | ---------- | --------------- |
| 2012  | "Multicoloured Angels"       | 4          | Born In a Storm |
| 2013  | "Blind Man’s Bluff"          | —          | Born In a Storm |
| 2013  | "Stone Into the River"       | 78         | Born In a Storm |
| 2014] | "You Don't Have to Stay"     | —          | Born In a Storm |
| 2015  | "Hold Me" (con Anouk Teeuwe) | 2          | Pass It On      |
| 2016  | "Slow Down"                  | 24         | Fool Bar        |